# Xinjiang (Yuncheng)
Xinjiang (新绛县,  Xīnjiàng Xiàn) ist ein chinesischer Kreis der bezirksfreien Stadt Yuncheng im Süden der Provinz Shanxi. Die Fläche beträgt 594,1 Quadratkilometer und die Einwohnerzahl 282.230 (Stand: Zensus 2020).
Auf der Liste der Denkmäler der Volksrepublik China stehen die folgenden Stätten: Jiangzhou-Halle (Jiangzhou datang 绛州大堂) sowie die Tempel Fusheng si 福胜寺, Jiyi miao 稷益庙, Baitai si 白台寺, Qiaogoutou yuhuang miao 乔沟头玉皇庙, Longxiang Guandi miao 龙香关帝庙, Xinjiang Longxing si 新绛龙兴寺 und Sanguan miao 三官庙.